# Achaltekinský kůň

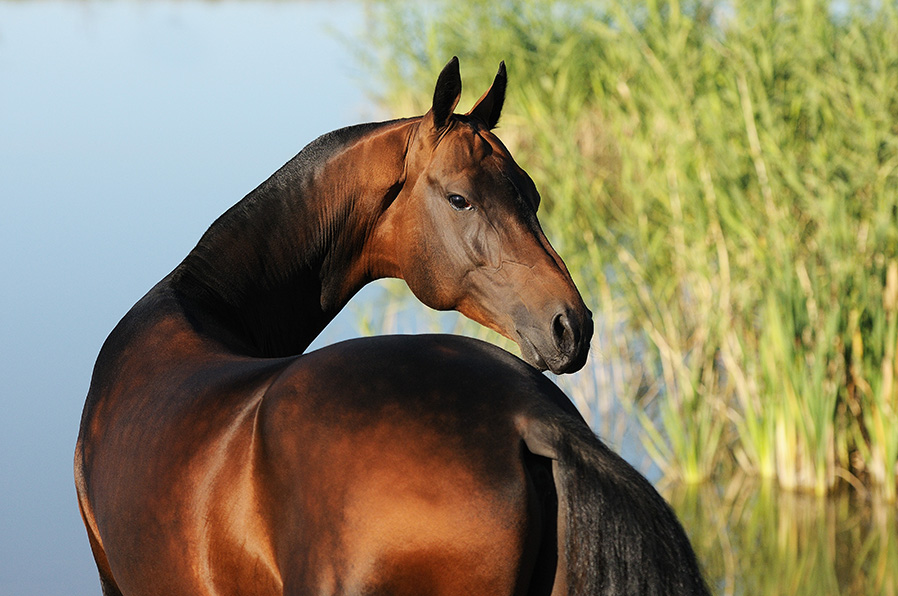
Akhalteke Saburbek

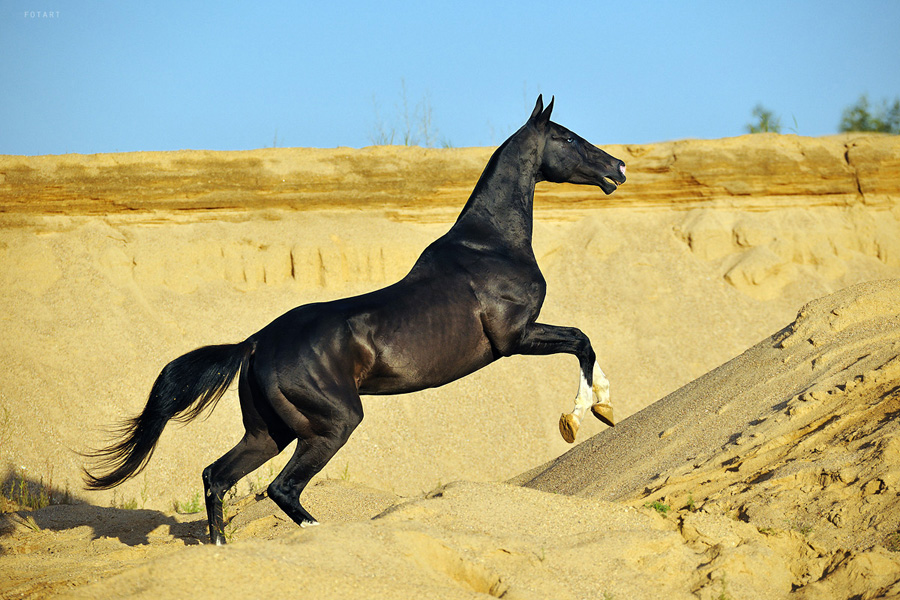
Hřebec Tochtamyš

Achaltekinský kůň (Achal-Teke) je velmi skromné, odolné a vytrvalé pouštní plemeno plnokrevného koně, staré nejméně 3 000 let. Pochází ze Střední Asie, nejcelistvější populace se zachovala v Turkmenistánu (Asie). Dle Bílkovy klasifikace se řadí do skupiny koní východních-orientálních, podskupiny koní íránských. 

## Původ a historie

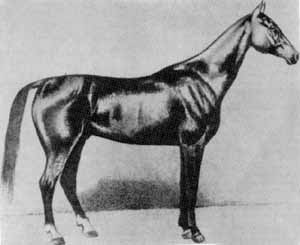
Hřebec 2a Boinou

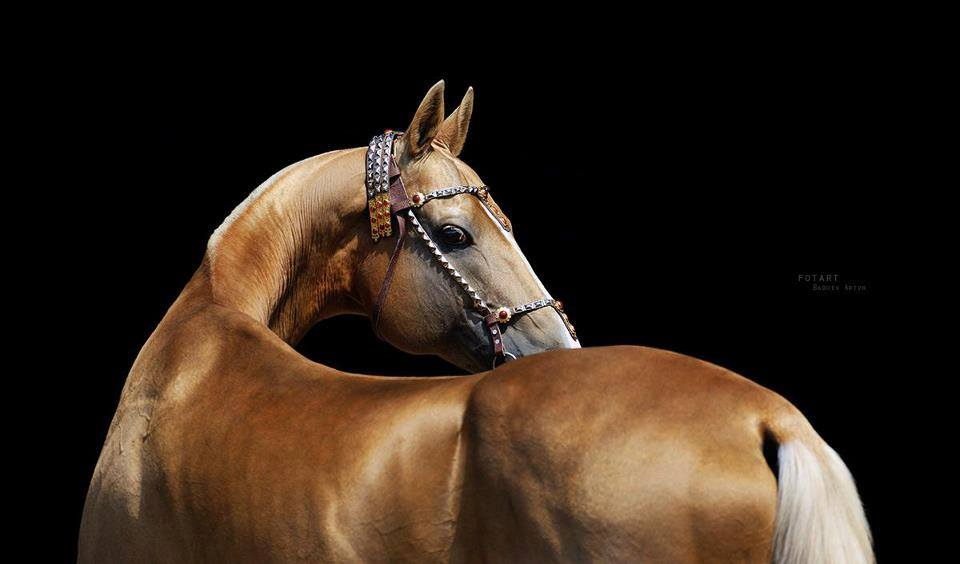
Achalteke

Achaltekinský zlatý nebeský kůň (Akhal Teke) kůň je považován za nejstarší čistokrevné plemeno na světě (cca 5 000 let), přímého potomka starověkých perských koní. Podle nejnovějších výzkumů je potvrzeno, že stál u zrodu plemen jako arabský či anglický plnokrevník, jeho krev koluje i v žilách trakénů, orlovských klusáků, donských koní aj. Současný název plemene je novodobý, začal se používat až ke konci 19. století – původně byl označován jako turkoman, turkmen, argamak. Jméno achalteke (někdy psáno jako achal teke, v angličtině jako akhal teke) pochází z názvu turkmenského kmene Teke, který žil v oáze Achal. Turkmeni si svých koní velmi považovali, na jejich kvalitě závisel život těchto obávaných nájezdníků a žoldáků. Tvrdé podmínky odchovu v pouštním klimatu, omezená krmivová základna a vysoké požadavky na rychlost a vytrvalost, vytvořily tvrdého, ale přitom velmi ušlechtilého atleta.
V roce 1881 po bitvě u Goek-Tepe byl Turkmenistán přičleněn k carskému Rusku a loupežné nájezdy-alamany byly zakázány. Ty do té doby ovšem tvořily hlavní zdroj obživy Turkmenů a ztráta využití koně i těžkosti ho uživit vyústilo v té době v masivní export za hranice, koně se často stěhovali i se svými majiteli. Náhradním využitím se pak stala národní turkmenská zábava, kterou jsou dostihy. Na rozdíl od současnosti se tehdy ale běhalo na krátké vzdálenosti 200–1000 m, za to ovšem koně absolvovali několik rozběhů (vítěz předchozího postupoval do dalšího kola). Tím se rozvíjela i schopnost rychlé regenerace. Chov nicméně stagnoval a změna až přišla se založením Zakaspijské připouštěcí stanice, později transformované do Zakaspijského hřebčína. Vedením byl pověřen V. Mazan, kterému se zde podařilo soustředit nejlepší plemeníky, včetně praotce 2a Boinou, ke kterému v paternitní linii směřuje většina dnešních linií, a jehož jméno má každý achaltekinec mnohokrát zastoupeno ve svém pedigree.
Ve 30. letech proběhlo ve Střední Asii několik zootechnických expedic, jejichž zápisky posloužily jako podklad pro vydání prvního (ale označovaného jako III.) dílu plemenné knihy achaltekinského koně. Od roku 1972 vede celosvětově plemennou knihu achaltekinských koní VNIIK (Všeruský vědecko-výzkumný institut pro chov koní sídlící ve vesnici Divovo nedaleko Rjazaně), aktuálně posledním vydaným dílem PK, je díl IX. Plemenná kniha je uzavřená a zapsáni do ní mohou být pouze potomci koní zapsaných v předchozích dílech, jejichž původ je potvrzen DNA testem. Původní domovina Turkmenistán se, žel, v posledních dvaceti letech zpronevěřila konceptu čistokrevnosti a přilévá krev anglického plnokrevníka, s cílem zvýšení výkonnost na dostihové dráze (a získání atraktivních peněžitých cen). Největší populace achaltekineců se tak nachází v Rusku, Uzbekistánu, Kazachstánu, zvyšuje se i počet koní v Evropě a USA, byť zde ne vždy kráčí kvantita s kvalitou ruku v ruce. 

#### Genealogická struktura plemene
V současné době existuje v rámci achaltekinské populace 19 linií, nicméně v paternitní linii původy dnešních achaltekinců směřují k pouhým dvěma hřebcům, a to Čopar Kel (linie Dor Bairam a Ak Sakal), 93 % pak odvozuje původ od hřebce Kutly Sakar. Kutly Sakar je pradědem jak hřebce Sultan Guli (linie Gelišikli, Gundogar, Fakirpelvan), tak hřebce 2a Boinou (linie Mele Kuš, Sere, Arab, Kir Sakar, Kaplan, Toporbai, Karlavač, El, Sovchoz 2, Everdy Teleke, Skak, Peren, Posman). Stranou pak stojí linie Ak Belek, která směřuje k anglickému plnokrevnému hřebci Fortingbrass.
Mateřských linií (rodin) existuje 50, mezi nejpočetnější patří Pel, Temmi, Fantin, dalšími významnými jsou Ovgan, Gezel, Atabai, Alfa, Kepderi, aj.

### Sportovní úspěchy českých chovů
Z českých odchovanců dosáhla na mezinárodní úrovni nejvyššího úspěchu  plnokrevná klisna Al Gata (Altair -Gama), v sedle s majitelkou P. Boudníkovou, odchovaná J. Schwarzem. 

## Vzhled

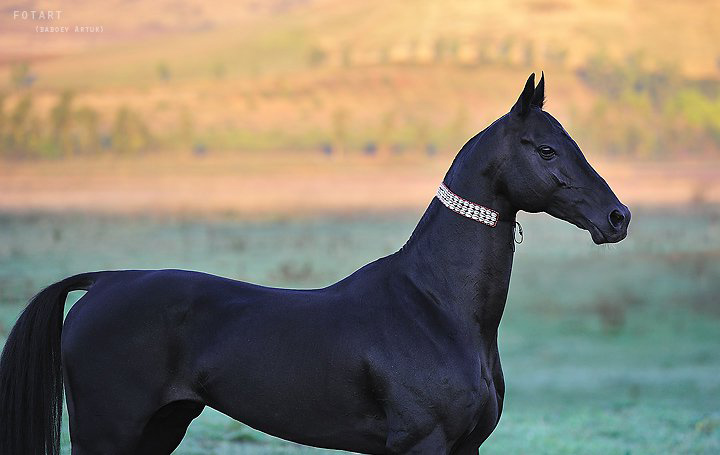
Šampión plemene Garajusup

Achaltekinský zlatý kůň je štíhlý, dobře osvalený atlet dlouhých forem. Hlava je dlouhá, suchá, oči velké, výrazné, někdy tvaru mandlí či ostře řezané, připomínající pohled dravého ptáka. Krk je dlouhý, štíhlý, vysoko nasazený, s výrazným plochým zátylkem. Ač se plemeni připisuje jako jeden z typických znaků jelení krk, je počítán za vadu. Kohoutek je dlouhý, výrazný, dobře osvalený. Lopatka je šikmá, dlouhá, osvalená, hřbet delší, někdy se sklonem ke slabším bedrům. Záď je široká, skloněna v přiměřeném úhlu, dobře osvalená, ocas je nízko nasazen. Hrudník bývá užší, ale hluboký. Nohy jsou štíhlé, suché, s patrnými strukturami, dobrou kostrou (u hřebců index kostnatosti ideálně nad 12, u klisen 11,8-9). Kopyta někdy mají sklon k plochosti a nízkým patkám. Hříva je ideálně řídká, bez čupřiny.  Chod je elastický, prostorný, příjemný pro jezdce, někdy je připodobňován pohybu hada pro svoji  klouzavost a nenucenou eleganci. Srst má unikátní strukturu, chlupy mají schopnost v porovnání s jinými plemeny více odrážet světlo, což vytváří kovový, někdy zlatý, někdy stříbrný lesk. Nejkrásnější a velice typické je zbarvení zlaté, aktuálně vedou hnědáci, následováni plaváky, vraníky, dále bělouši a ryzáky, žluťáky a cremelly/perliny (někdy chybně označované za albíny).  Průměrná kohoutková výška se pohybuje okolo 160 cm u hřebců, o centimetr méně u klisen, nejsou ale nikterak výjimeční koně s KVH 165 cm a více. 
V rámci plemene existují tři základní typy, i když někdy se vzájemně prolínají a konkrétního jedince nelze vždy jednoznačně zařadit: 
- Typ základní – koně vysocí, dlouhých forem, s dlouhou šíjí, často s lehce klabonosou hlavou, někdy se sklonem ke slabší horní linii a bedrům. Do této skupiny patří  často představitelé linie Gelišikli (přes větev Julduze), Everdy Teleke, Posman, či Peren.
- Typ střední – koně středního rámce, ušlechtilí, suší, živého temperamentu. Linie jsou středních až delších forem, hlava bývá suchá, velmi ušlechtilá. Tito koně často vynikají vysokou rychlostí. Do této skupiny patří často představitelé linií Fakirpelvan, El-Sovchoz 2, Gelišikli (přes větev Gundogara), Kaplan, Mele Kuš.
- Typ masivní – mohutní, hrubší koně se silnou kostrou, přesto stále typičtí představitelé svého plemene, obvykle s vysokou výkonností. Mezi představitele patří příslušníci linií Arab, Kir Sakar, Sere, Dor Bairam.

## Temperament
Achaltekinský kůň je živý, inteligentní, citlivý, což vyžaduje adekvátní zacházení. Jako takový se dá snadno zkazit, ale je neocenitelným a loajálním partnerem do nepohody, pokud se s ním zachází patřičně a s porozuměním. 

## Zdravotní problémy
Naked Foal Syndrome (syndrom nahého hříběte) – je autosomálně recesivně dědičné onemocnění, vyskytuje se pouze u achaltekinských koní, v současné době je dostupný genetický test. Postižené hříbě se rodí buď zcela bez chlupů nebo s velmi řídkým porostem. Obvykle dochází k úhynu v řádech dnů až týdnů, několik jedinců se dožilo i několika měsíců.
Kryptorchismus – vyskytuje se jednostranný i oboustranný. V případě jednostranných kryptorchidů se nejedná o vadu vyřazující jedince z chovu.